# Glotopolítica
La glotopolítica es una perspectiva crítica para estudiar lo político en el lenguaje y lo lingüístico en lo político. En algunos espacios también es entendida como una subdisciplina de la sociolingüística. 

## Definición e historia
El término glotopolítica aparece mencionado ya en los años 1950, dentro de lo que posteriormente serían estudios de política y planificación lingüística. No obstante, en dicha área el término no sería acuñado como un elemento central. Fue en los años 1980 cuando el término glotopolítica adquire un nuevo significado al ser acuñado por los sociolingüistas franceses Jean-Baptiste Marcellesi y Louis Guespin. En 1986 publican su artículo «Pour la Glottopolitique», donde utilizan la palabra con el fin de englobar todos los hechos de lenguaje en los cuales la acción de la sociedad reviste la forma de lo político; dicho texto es reconocido como fundacional para la glotopolítica.
La razón que Guespin y Marcellesi evocaron para justificar la elección del término glotopolítica es que tiene la ventaja de neutralizar, sin expresarse respecto de ella, la oposición entre lengua y habla propuesta por Ferdinand de Saussure y ampliar así el objeto de estudio legítimo de la sociolingüística. Para estos autores, el término glotopolítica permite designar «las diversas formas en que una sociedad actúa sobre el lenguaje, sea o no consciente de ello: tanto sobre la lengua, cuando por ejemplo una sociedad legisla respecto de los estatutos recíprocos de la lengua oficial y las lenguas minoritarias; como sobre el habla, cuando reprime tal o cual uso en uno u otro; o sobre el discurso, cuando la escuela decide convertir en objeto de evaluación la producción de un determinado tipo de texto».
Fuera de la Universidad de Rouen, el término tuvo poco éxito hasta que, en el año 2000, Elvira Narvaja de Arnoux publicó “La Glotopolítica: Transformaciones de un Campo Disciplinario”. Desde la Universidad de Buenos Aires se rescató el término y, bajo el liderazgo de Arnoux, se desarrollaron múltiples proyectos de investigación que desarrollaban los principios de la glotopolítica desde el estudio de experiencias históricas latinoamericanas. En buena medida, la adopción del término en Argentina respondía a la necesidad de encontrar una designación académica que legitimara institucionalmente este campo de estudio y que le permitiera presentarse con los atributos de una disciplina, dado que la política lingüística tiende a ser interpretada más como el dominio de un saber aplicado que como un campo de conocimiento teórico.
Posteriormente, durante la creación del doctorado en Sociolingüística Hispánica en la Universidad Municipal de Nueva York bajo el liderazgo de José del Valle y Ricardo Otheguy, el grupo neoyorquino entra en contacto con el de Arnoux. En dicho proceso, el término “glotopolítica” empieza a identificar una de las líneas de investigación del programa.   
En 2007, Del Valle adopta el término en La lengua, ¿patria común? Ideas e ideologías del español. Como parte de su teorización, señala que situar el lenguaje en un ámbito de acción colectiva, como es el de la política ha supuesto, por ejemplo, que categorías como el poder, la autoridad y la legitimidad pasen a ser centrales para el análisis glotopolítico; y que el lenguaje mismo, en tanto que acción política, haya sido definido como fenómeno ideológico-discursivo, es decir, como entidad dinámica en constante relación dialógica con el contexto. Esto da lugar a que la glotopolítica se entiende más ampliamente como el estudio de las intervenciones en el espacio público del lenguaje y de las ideologías lingüísticas que tales intervenciones activan, asociándolas con posiciones sociales y examinando su participación en la instauración, reproducción o transformación de entidades políticas, relaciones sociales y estructuras de poder, tanto en el ámbito local o nacional como regional o planetario.  
En los años posteriores la relación entre estos dos grupos y otros se fortalece. Para 2019, la integración internacional de la glotopolítica se ve reflejada en un número especial bilingüe de la revista  GLOTTOPOL titulado “Glotopolítica: Lenguaje y luchas sociales en el espacio hispano-lusófono”. Dicho número fue gestionado por el sociolingüista suizo Alexandre Duchêne con dicha revista de la Universidad de Rouen, y fue coeditado por Duchene con Elvira Arnoux y José del Valle.    

## Comunidades de aprendizaje y espacios de intercambio

### Grupos de glotopolítica

#### Universidad de Buenos Aires (Argentina)
Este grupo se ha formado alrededor de la propuesta y trabajo de Elvira Narvaja de Arnoux; también tiene un impacto importante la figura de Roberto Bein. Desde este grupo se han estudiado diversas temáticas, entre las que se incluyen las políticas lingüísticas del Mercosur.

#### Glotopolítica en Chile
En Chile la Universidad de Chile lideró la creación de una comunidad dedicada a la glotopolítica al organizar el Primer Congreso Latinoamericano de Glotopolítica en 2015 para el cual colaboró con el grupo de Nueva York. Posteriormente se han desarrollado diferentes espacios de formación como las Escuelas de Verano de Glotopolítica. La primera tuvo sitio en la Universidad de Chile en 2020 y la segunda fue en la Universidad Católica de Valparaíso en 2023.

#### Instituto Caro y Cuervo (Colombia)
El Instituto Caro y Cuervo tiene dos espacios de formación en el área de glotopolítica. El primero es el Semillero en Glotopolítica y Educación; es un espacio permanente para las personas interesadas en impactar críticamente la investigación educativa a partir de la intersección entre lenguaje y poder abierto a gente de todos los niveles educativos. El segundo es la Cátedra Libre en Glotopolítica, que son encuentros en línea organizados con especialistas en el tema y abiertos al público en general.

#### Grupo de glotopolítica de CUNY (Nueva York)
Se trata de un grupo de estudio e investigación del programa de doctorado en Estudios Latinoamericanos, Ibéricos y Latino-estadounidenses del CUNY Graduate Center que nace en torno a la figura de José del Valle aproximadamente en la primera parte de la década de 2010. El grupo está conformado por mayoritariamente por docentes, estudiantes y personas graduadas de dicho programa doctoral, sobre todo de la rama de sociolingüística hispánica; sin embargo, también cuenta con participación de personas de otras universidades cercanas o del sistema CUNY. El grupo tiene una vida académica activa que se marca por la organización de eventos y simposios sobre temas de relevancia pública. Por ejemplo, en 2017 se publicó un dosier en la revista de estudiantes del programa, LL Journal, donde se analizó el discurso de Trump.

### Anuario de Glotopolítica
El Anuario de Glotopolítica es una publicación académica en español que sirve como espacio de debate para trabajos que se enfocan en lo político en el lenguaje. Según el primer número, publicado en 2017:
El Anuario de Glotopolítica (AGlo) nace con vocación de aventura intelectual. Nace de una maraña de conversaciones, de encuentros varios propiciados por seminarios y congresos universitarios. Y nace, sobre todo, de largas conversaciones sostenidas –gracias a aquellas excusas profesionales– en instancias académicas y en los más variados espacios de sociabilidad del mundo. AGlo es, en definitiva, un componente de un proyecto académico mayor y de una cultura del diálogo, la crítica y el debate intelectual que a lo largo de años ha inspirado en nosotros la figura señera de Elvira Narvaja de Arnoux

### Congresos de glotopolítica
A partir de 2015 se empiezan a celebrar congresos latinoamericanos de glotopolítica. A continuación se presenta la lista de eventos organizados hasta la fecha:   
- 2015. Primer Congreso Latinoamericano de Glotopolítica. Universidad de Chile.[17][18]
- 2016. Segundo Congreso Latinoamericano de Glotopolítica. Instituto Caro y Cuervo[19]
- 2017. Tercer Congreso Latinoamericano de Glotopolítica. Universidad de Hannover[20]
- 2019. Cuarto Congreso Latinoamericano de Glotopolítica. Universidade de São Paulo[21]
- 2022. Quinto Congreso Latinoamericano de Glotopolítica. Universidad de la República[22]
- 2024. Sexto Congreso Latinoamericano de Glotopolítica. Universidad Diego Portales[23]